# 327P/Van Ness
327P/Van Ness è una cometa periodica appartenente alla famiglia delle comete gioviane. Oltre a passaggi relativamente ravvicinati col pianeta Giove ha anche incontri più ravvicinati col pianeta Marte, i prossimi incontri con quest'ultimo pianeta avverranno nel 2022 e nel 2069.